# کونتور وقطا
کونتور وقطا (به اسپانیایی: Kuntur Waqta) یک کوه در پرو است که در Peru, Lima Region واقع شده‌است. کونتور وقطا ۴٬۸۰۰ متر بالاتر از سطح دریا واقع شده‌است.